# 九龍灣工廠大廈

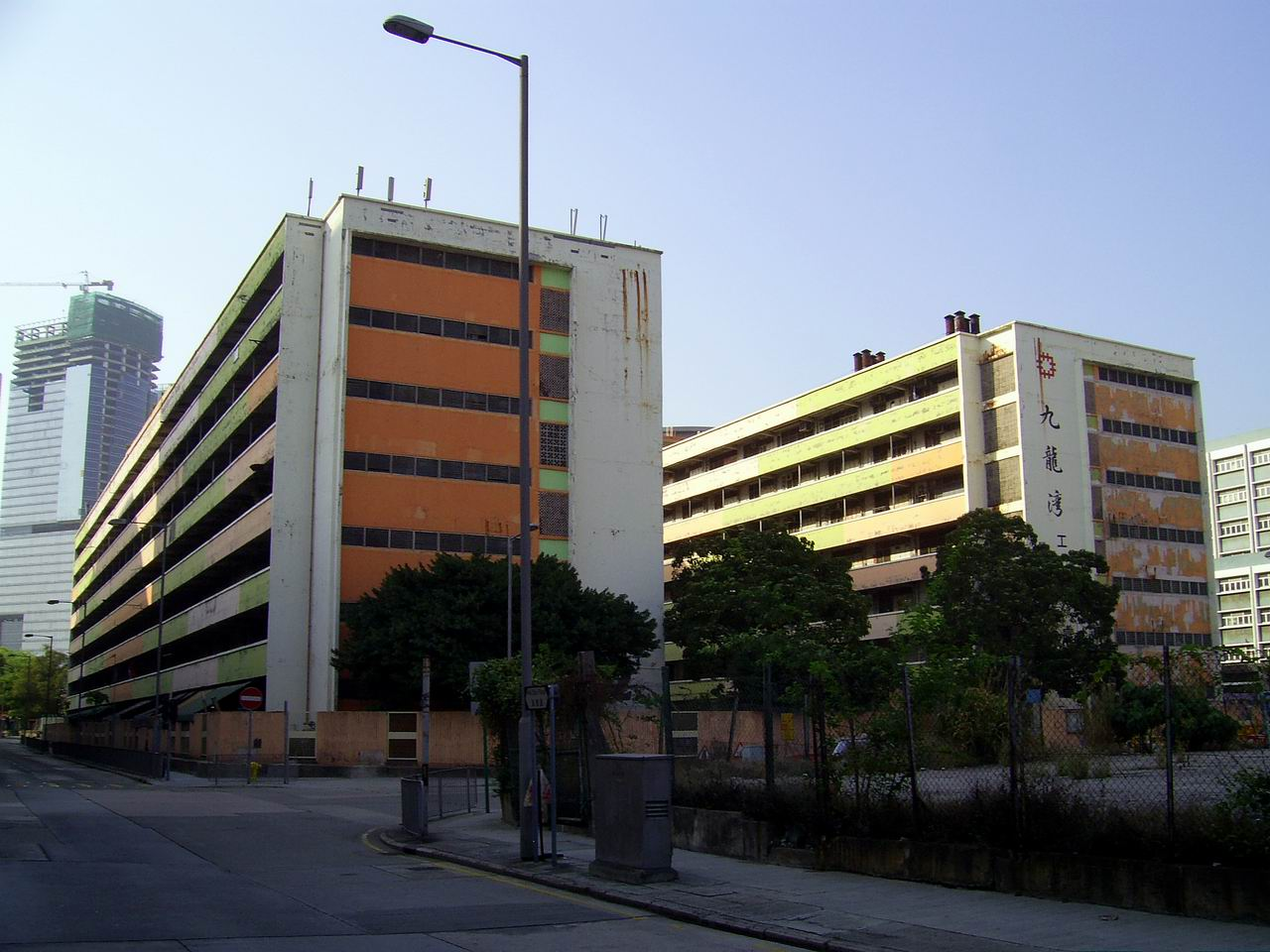
九龍灣工廠大廈（2008年）

九龍灣工廠大廈（英語：Kowloon Bay Factory Estate），是位於香港九龍觀塘區觀塘的一個徙置工廠大廈，鄰近志明橋及現時觀塘海濱花園北端位置，由香港房屋委員會在1975年5月按前徙置事務處徙置工廠大廈建築規格興建而成，是房委會成立後的首個工廠大廈。該工廠大廈共有兩座七層高大廈，提供逾八百個單位，外型跟東南方不遠處的觀塘工廠大廈如出一轍。由於考慮成本效益，加上配合觀塘工業區轉型為商貿區，房委會於是在2007年11月通過清拆該工廠大廈，2009年9月30日收回所有單位，翌年拆卸。地皮隨後轉為商貿用途，最終建成辦公大樓海濱匯。

## 簡介
九龍灣工廠大廈由兩座無升降機及獨立廁所的大廈組成，在1975年5月興建，位處志明橋（正式名稱「橫跨大業街的行人天橋」）所在的鴻業街、順業街、偉業街及觀塘繞道之間填海地。觀塘工廠大廈有兩座七層高長條型大廈，與偉業街及觀塘繞道橫向並行，大廈採用近似第二型徙置大廈的版本而建，提供807個實用面積為24平方公尺的單位，總樓面面積近1.94萬平方公尺。
為配合觀塘工業區的發展，徙置事務處早於1966年3月在現今港鐵牛頭角站位置附近，即國際貿易中心現址興建觀塘工廠大廈。1973年4月，香港房屋委員會成立並接管所有徙置工廠大廈，往後工廠大廈的建設也交予房委會負責，其後房委會又在觀塘工廠大廈西北方不遠處，興建多兩座外型一樣的徙置工廠大廈，即為九龍灣工廠大廈。自石硤尾工廠大廈（今改建為賽馬會創意藝術中心）開始，房委會採用新式設計興建工廠大廈，比舊式徙置工廠大廈更具規模。所以，九龍灣工廠大廈除了是房委會成立後的首個工廠大廈，也是唯一由房委會而非徙置事務處興建的舊式徙置工廠大廈。
| 樓宇座號 | 落成年份 | 拆卸年份 | 層數 | 重建後原地所屬的樓宇 |
| -------- | -------- | -------- | ---- | -------------------- |
| 第一座   | 1975年   | 2010年   | 7    | 海濱匯               |
| 第二座   | 1975年   | 2010年   | 7    | 海濱匯               |

## 現況
房委會曾在1989年檢討其轄下工廠大廈的情況，決議長遠逐步減持工廠大廈單位，以集中發展公共房屋，於是房委會在1990年代起開始清拆舊式工廠大廈以作重建。房委會到2000年11月推行「提早退租計劃」，鼓勵包含九龍灣等五個剩餘舊式工廠大廈的租戶自願終止租約，房委會也在2001年9月停止出租該類單位。直至2005年3月尾，九龍灣工廠大廈只有38%租戶參與提早退租計劃，而且在該工廠大廈中，有不少是受房委會清拆工廈影響，而搬遷到那裡的租戶。
該工廠大廈位於觀塘商貿區的重要位置，附近亦有企業廣場、九龍灣國際展貿中心及MegaBox等建築，受到千禧年代九龍灣商貿用地地皮成交理想，該工廠大廈所處的地區土地估價亦持續上升，同時房委會打算清拆九龍灣及觀塘兩處工廠大廈，並交還政府拍賣以改善政府財政。兼任房委會委員的時任立法會議員陳鑑林也認為，附近大部分都是工廠大廈，而且房委會亦不再興建工廠大廈，所以該工廠大廈只能交回政府。
因為地皮估價不菲，而且每年工廠大廈維修費用逾一億港元，不符成本效益，所以房屋委員會商業樓宇小組委員會於2007年11月通過清拆九龍灣工廠大廈，並給予租戶一年半通知期及特惠津貼。房委會最終在2009年9月30日完成收回所有工廠單位，翌年清拆後地盤無條件交回政府。政府在2014年尾為該地皮招標，結果翌年1月由領匯房產基金（今領展房產基金）聯同南豐集團以58.6億港元投得。項目在2019年初落成，是為領展總部所在及首個商廈發展項目海濱匯。
周邊區域隨「起動九龍東」計畫逐漸發展為商貿區，大廈內仍保留小型廠戶的活力，並衍生出多樣化的經營模式。目前，除了傳統的五金、印刷及設計公司外，還進駐了與工業無直接關聯的特色店舖，例如音樂書店、夜冷（二手貨買賣）、威士忌專門店 （页面存档备份，存于）及藥業公司等。這些非工業用途的進駐，反映了工廈在政府活化工廈政策下的靈活轉型，同時吸引創業者與小商家進駐，形成獨特的商業生態。儘管大廈外圍仍有貨車與工人頻繁出入，但內部空間已成為創意與實用並存的據點，部分單位更以低廉租金吸引新興行業，進一步豐富了區域的產業面貌。

## 外部連結
- 工廠大廈（页面存档备份，存于），香港房屋委員會